# Shulamith Shahar

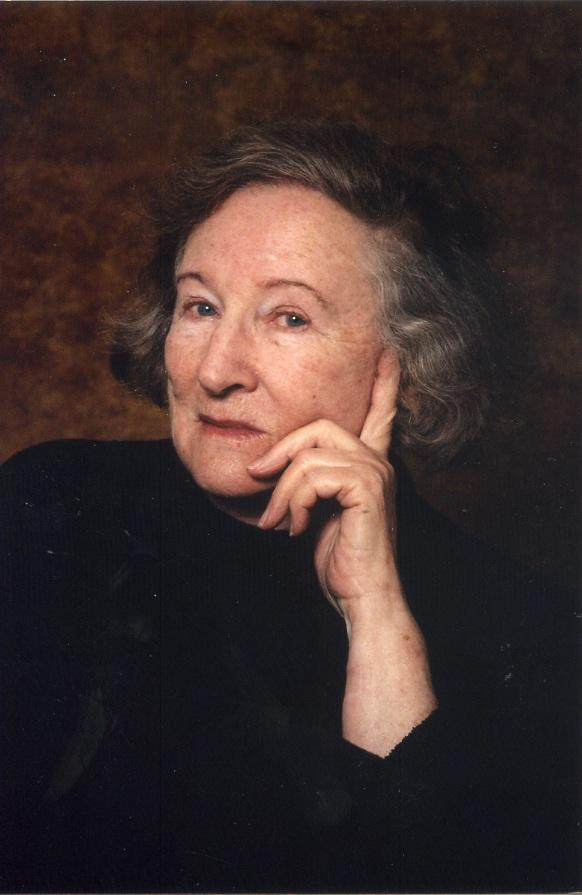
Shulamith Shahar

Shulamith Shahar, hebräisch שולמית שחר, DMG-Umschrift: Šûlammît Šaḥar (* 1928 in Lettland; † 9. Januar 2025) war eine israelische Historikerin und Hochschullehrerin, die durch ihre Studien zu Geschlechterrollen (Gender Studies) und zum Mittelalter bekannt wurde.

## Leben
Shahar wurde als jüngste von drei Töchtern des jüdischen Industriellen Moshe Weinstock und seiner Frau geboren. 1933 wanderte ein Teil der Familie in das Mandatsgebiet Palästina aus. Ihre ältere Schwester fiel einer Mordaktion durch die deutschen Behörden im Zweiten Weltkrieg in der Nähe von Riga zum Opfer. Zum Zeitpunkt ihrer Einwanderung sprach Shahar ausschließlich Russisch. In der Schulzeit arbeitete sie für die Hagana und machte nach der Unabhängigkeit Israels ihr Abitur. Das Studium der Geschichte an der Hebräischen Universität Jerusalem in Jerusalem schloss sie mit dem Bachelor of Arts ab. Mit 19 heiratete sie und bekam einen Sohn, die Ehe wurde jedoch nach zwei Jahren wieder geschieden.
Damit sie den Abschluss M.A. machen konnte, ging Shahar zurück nach Jerusalem, wo sie als Lehrerin arbeitete. Sie lernte 1954 den Autor David Shahar kennen, den sie zwei Jahre später heiratete. Das Paar hatte zwei Kinder. Shahars Sohn aus erster Ehe starb als Mitglied der israelischen Streitkräfte (IDF) bei einem Unfall während einer militärischen Übung.
Shahar erhielt ein Stipendium für die Universität Sorbonne in Paris und promovierte dort 1965. An der Universität Tel Aviv arbeitete sie ab 1967 im Fach Geschichte, das sie 1986 bis 1989 leitete. 1990 wurde sie Professorin für Geschichte und war bis zu ihrer Pensionierung 1993 Leiterin der Fakultät. Als Gastprofessorin lehrte sie auch an den Universitäten  Cambridge und Oxford. Danach widmete sie sich sozialen Aufgaben. Sie war zum Beispiel Vorsitzende eines Vereins, der ein Frauenhaus in Jerusalem unterhält. David Shahar verstarb 1997.
Shulamith Shahar starb im Januar 2025 im Alter von 96 Jahren.

## Preise und Ehrungen
- 2003: Israel-Preis für Allgemeine Geschichte

## Veröffentlichungen
- The Fourth Estate: A History of Women in the Middle Ages. Methuen, London / New York City 1983, ISBN 0-416-36810-7.
  - Die Frau im Mittelalter. deutsch von Ruth Achlama. Athenäum, Königstein/Ts. 1981, ISBN 3-610-04715-1.
- Growing Old in the Middle Ages: Winter Clothes Us in Shadow and Pain. Routledge, London / New York City 2004, ISBN 0-415-14126-5.
- Kindheit im Mittelalter. 3. Auflage. Patmos, Düsseldorf 2003, ISBN 3-491-69107-9.

Übersetzungen
- ins Hebräische aus dem Latein: Die Briefe von Petrus Abaelardus und Heloisa.

## Anmerkung
1. ↑  Die verfügbaren Quellen geben als Geburtsdatum entweder den 2. November 1928 oder den 18. Juni 1928 an.